# NGC 7404
NGC 7404 (również IC 5260 lub PGC 69964) – galaktyka eliptyczna (E/SB0), znajdująca się w gwiazdozbiorze Żurawia. Odkrył ją John Herschel 4 października 1836 roku.